# Beni Yagoub
Beni Yagoub là một đô thị thuộc tỉnh Djelfa, Algérie. Dân số thời điểm năm 2002 là 6.456 người.